# Kordeliéři

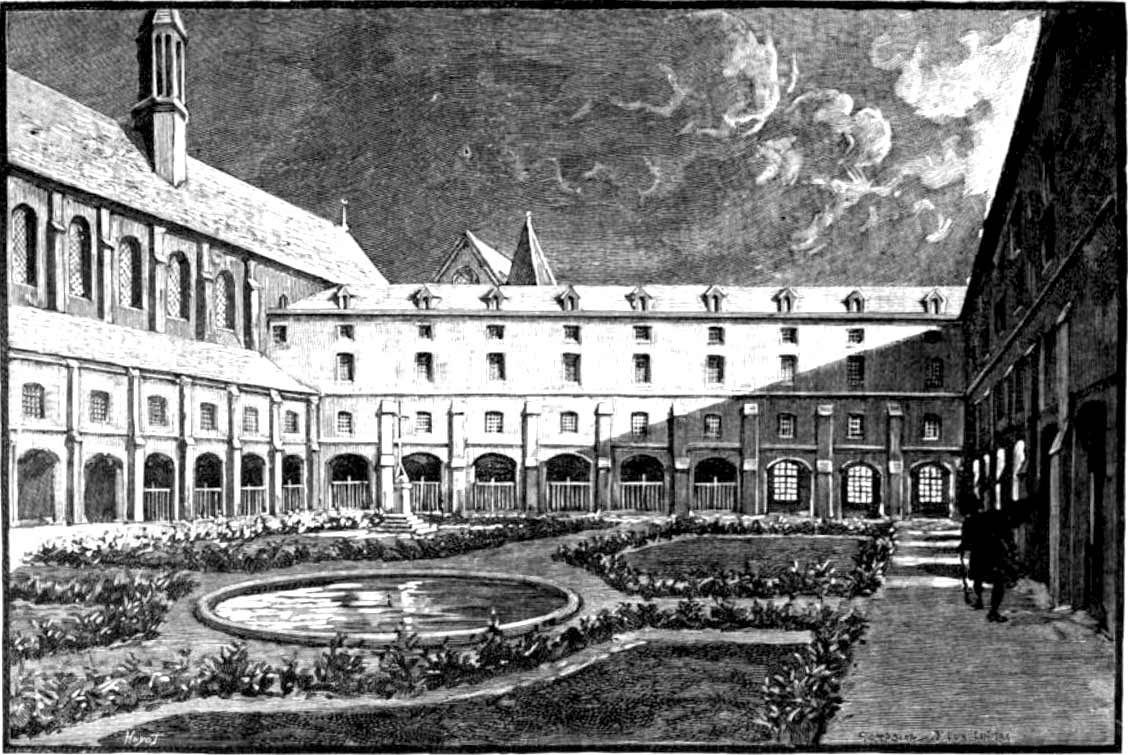
Sídlo klubu kordeliérů (1793)

Kordeliéři či Klub kordeliérů (francouzsky Club des Cordeliers, oficiální název Société des droits de l'homme et du citoyen neboli Společnost práv člověka a občana) byl politický klub během Velké francouzské revoluce. K jeho vůdčím osobnostem patřili Jean Paul Marat, Georges Danton, Camille Desmoulins, Jacques-René Hébert a Pierre-Gaspard Chaumette. Označení klubu je odvozeno od místa schůzek jeho členů, kterým byl zrušený minoritský klášter v Paříži, jehož mniši se ve Francii nazývali cordeliers.

## Historie
Klub vznikl 27. dubna 1790. Byl lidovější a alespoň zprvu radikálnější než klub jakobínů, neplatil se zde žádný členský poplatek. Klášter kordeliérů byl jeho sídlem jen zpočátku, od roku 1791 se kordeliéři scházeli v sále v ulici Rue Dauphine.
Cílem klubu bylo dohlížet na činnost parlamentu, symbolem kordeliérů bylo otevřené oko – „dokořán otevřené oko revoluční bdělosti“ (l'œil de la vigilance révolutionnaire grand ouvert).  Kordeliérům je připisována popularizace hesla Liberté, égalité, fraternité. V klubu působili radikální žurnalisté: Marat vydával časopis L'Ami du peuple (Přítel lidu), Desmoulins Révolutions de France et de Brabant (Revoluce ve Francii a v Brabantu), později Le Vieux Cordelier (Starý kordeliér).
Koredeliéři usilovali o postupné odstranění monarchie a starého režimu. Po králově pokusu o útěk a jeho zatčení již 21. června 1791 požadovali svržení Ludvíka XVI. a zorganizovali 17. července 1791 demonstraci na Martově poli, kde se měla podepisovat petice za nastolení republiky. Po masakru byl klub uzavřen pařížským magistrátem, který před jeho vchod umístil dvě děla, byly zastaveny jejich noviny, ale kordeliéři rychle získali zpět svůj vliv. Hráli velmi aktivní roli v organizaci povstání 10. srpna 1792, které vedlo ke královu uvěznění v Templu a posléze k vyhlášení republiky.
Většina významných členů klubu byla zvolena do Konventu, kde se stali součástí tzv. hory a odpůrci girondistů. Spolu s jakobíny dosáhli na jaře 1793 zřízení revolučního tribunálu a výboru veřejného blaha, což vedlo k zahájení teroru. Když girondisté obvinili Marata, že chce vyvolat čistky ve shromáždění, revoluční tribunál ho osvobodil. Desmoulins svým pamfletem Historie brissotinů přispěl k pádu girondistů, který způsobilo lidové povstání na přelomu května a června 1793. Marat, nejradikálnější z kordeliérů, byl 13. července zavražděn. 
V roce 1793 se členové klubu začali názorově rozcházet a došlo k rozdělení klubu do dvou skupin: na umírněné a radikály. Převládla radikální skupina kolem Héberta, podle něj zvaná hébertisté. Dantonisté, zvaní též shovívaví, kteří chtěli  zastavit teror i revoluční války, byli z klubu vyloučeni. Vliv hébertistů se projevil především při vytváření revoluční armády, která měla zajistit obranu Paříže; prosadili též zavedení kultu Rozumu a podíleli se na zákonu o podezřelých. Proti nim útočil Danton v Konventu a Desmoulins ve svých novinách.  
Vládnoucím jakobínům překáželi dantonisté i hébertisté. Robespierre se nejprve vypořádal s hébertisty, kteří ho napadali za umírněnost a pokusili se o státní převrat. Jeho představitelé byli postaveni před revoluční tribunál a 24. března 1794 gilotinováni. V dalším víceméně vykonstruovaném procesu byli odsouzeni i shovívaví s Dantonem a Desmoulinsem v čele – popraveni byli 4. dubna. Klub se stal závislým na jakobínském klubu a ztratil význam, ale byl uzavřen až 8. února 1795.